# Erdeni Uula (Khentii)
Pour les articles homonymes, voir Erdeni.
L'Erdeni Uula (mongol : Эрдэни Уул) est une montagne de Mongolie, située dans l'aïmag de Khentii, et dont le sommet atteint 1 231 mètres d'altitude.